# Нікіта (напій)
Нікіта (порт. niquita або порт. nikita) — це традиційний напій Мадейри, виготовлений із морозива (різного смаку), цукру, шматочків ананаса та алкогольного напою, наприклад білого вина та/або світлого пива, які добре перемішують до кремоподібного стану. Для приготування цієї суміші зазвичай використовується дерев'яний інструмент порт. pau da poncha .
Це типовий напій з Камара-де-Лобуш, але він популярний на всьому архіпелазі, Мадейрі та Порту-Санту .

## Походження імені
Цей напій спочатку був створений у 1985 році, коли пісня Елтона Джона «Nikita» була в моді, звідси і його назва.

## Зовнішні посилання
- Типові напої з архіпелагу Мадейра